# Evrard Godefroid
Evrard Godefroid (nascido em 29 de junho de 1932) é um ex-ciclista de pista belga. Representou seu país, Bélgica, na corrida de 1 km contrarrelógio nos Jogos Olímpicos de Verão de 1956, terminando na décima nona posição.